# 斯考隆讷站
斯考隆讷站（丹麥語：Skovlunde Station）是腓特烈松铁路的中途站，位于丹麦首都大区巴勒魯普市鎮斯考隆讷，现属哥本哈根市郊铁路网络。 1882年启用，1949年5月15日引入哥本哈根市郊铁路。

## 外部連結
- 丹麦国家铁路官网对本站的介绍 （页面存档备份，存于）（丹麦文）